# Purba Baringin
Purba Baringin is een bestuurslaag in het regentschap Humbang Hasundutan van de provincie Noord-Sumatra, Indonesië. Purba Baringin telt 1128 inwoners (volkstelling 2010).